# Górnośląski Park Etnograficzny
Muzeum Górnośląski Park Etnograficzny w Chorzowie – skansen założony w 1975 roku, znajdujący się na terenie Parku Śląskiego. 

## Historia
Pierwszy pomysł powstania muzeum etnograficznego pojawił się w 1938 roku. Wybuch wojny uniemożliwił jednak jego realizację. W 1952 roku, podczas Walnego Zjazdu Polskiego Towarzystwa Ludoznawczego w Katowicach zaproponowano, by na terenie powstającego WPKiW stworzyć skansen. W 1963 roku Krakowskie Biuro Projektowe opracowało jego ostateczną koncepcję, a rok później projekt zatwierdzono i rozpoczęto jego realizację. Zakładał on m.in. uformowanie wzniesienia w celu wiarygodnego przedstawienia podregionu podgórskiego. Oficjalne otwarcie nastąpiło w maju 1975 roku.
We wrześniu 2022 roku dyrektorem chorzowskiego skansenu została Paulina Cius-Górska.

## Zabytki
Park etnograficzny posiada  78 zabytkowych drewnianych obiektów architektury wiejskiej i małomiasteczkowej. Obszar skansenu wynosi ok. 35,6 ha. Zgromadzone zabytki budownictwa ludowego pochodzą z pięciu podregionów Górnego Śląska (beskidzkiego, podgórskiego, pszczyńsko-rybnickiego, przemysłowego i lublinieckiego) oraz regionu Zagłębia Dąbrowskiego.
Obiektem scalającym poszczególne części ekspozycji jest pochodzący z XVIII w. kościół pw. św. Józefa Robotnika z Nieboczów, podobnie jak spichlerze dworskie, plebański i chłopskie oraz niektóre budynki z Beskidu Śląskiego, większość pozostałych zabytków pochodzi z połowy XIX w.
Muzeum "Górnośląski Park Etnograficzny w Chorzowie" znajduje się na szlaku architektury drewnianej woj. śląskiego.

## Działalność naukowa
Od 2013 wydaje czasopismo naukowe Rocznik Muzeum „Górnośląski Park Etnograficzny w Chorzowie”.

## Galeria

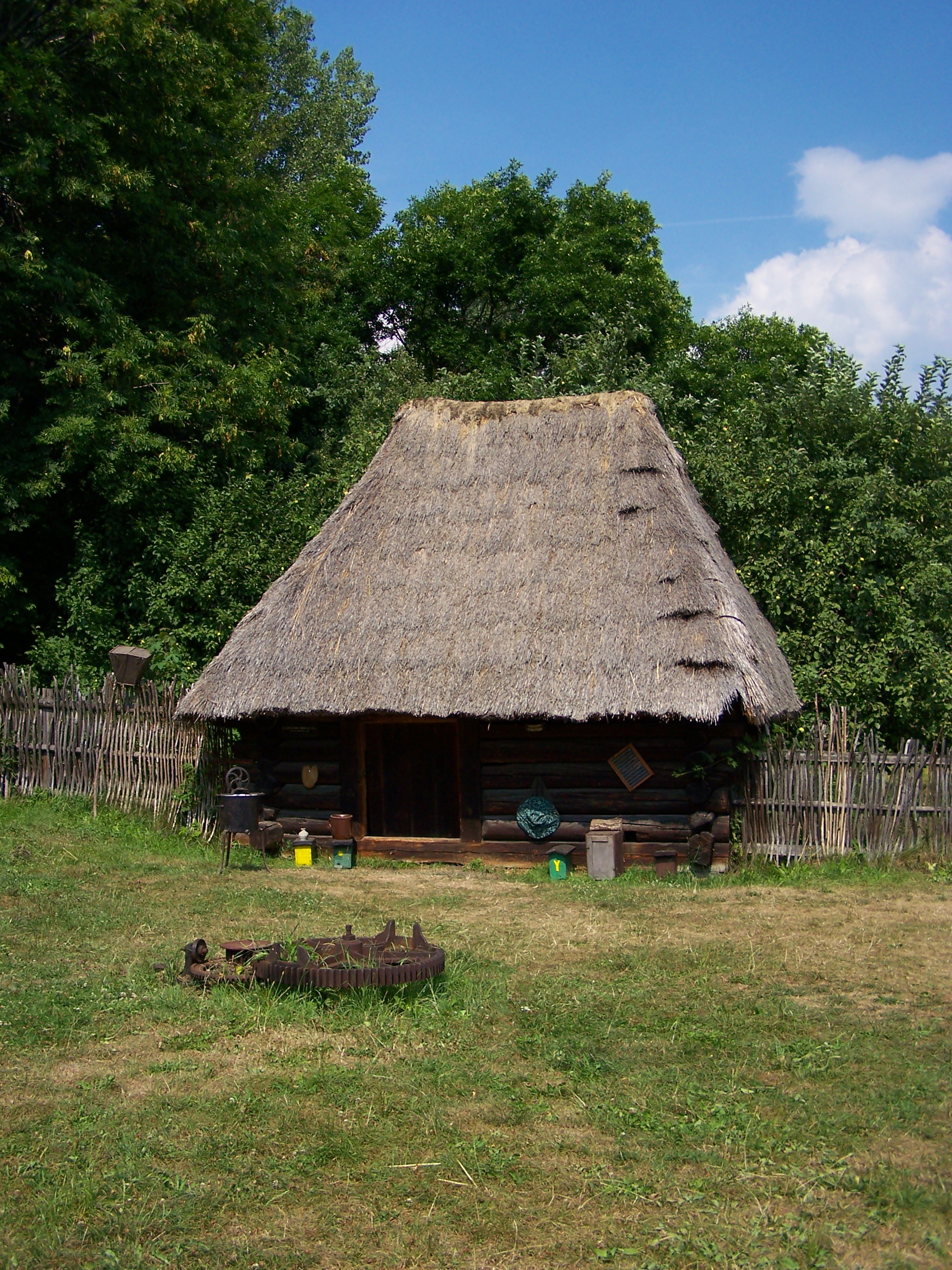
Szopa na siano z Kobióra
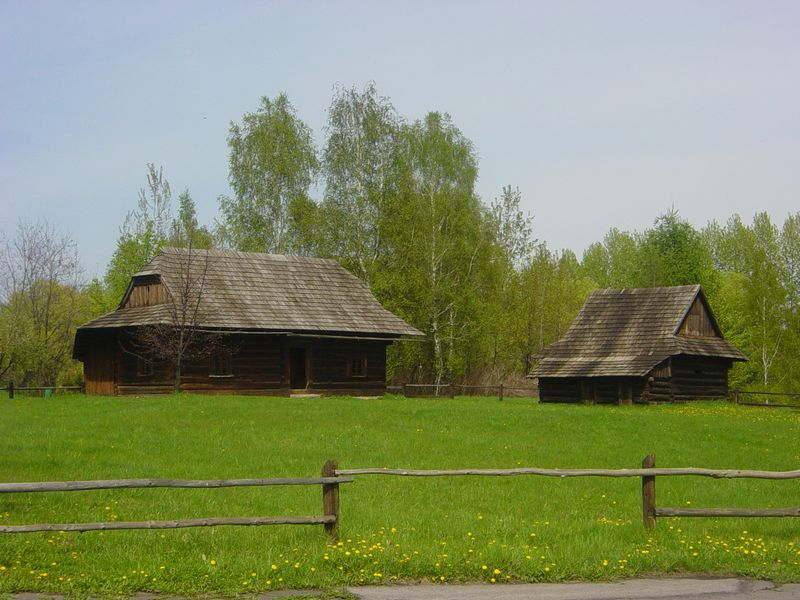
Chałupa i chlewik z Istebnej
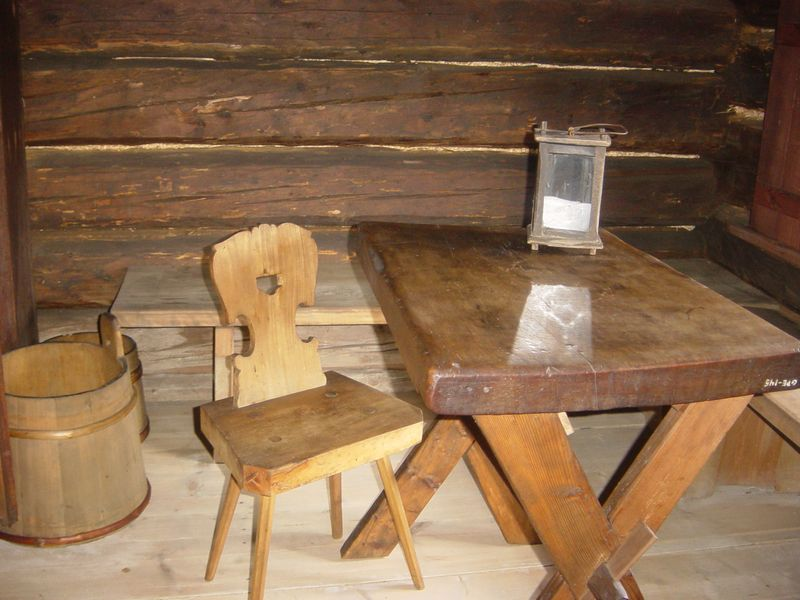
Wnętrze chałupy z Istebnej
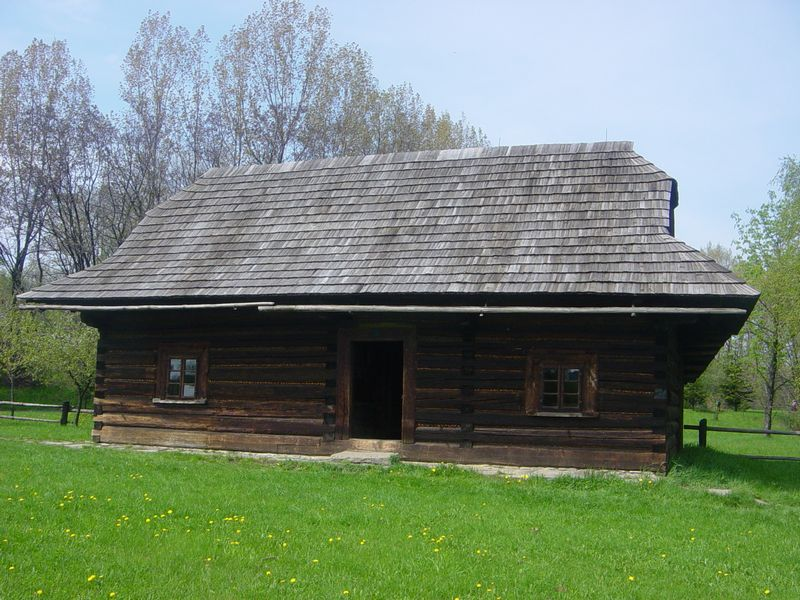
Chałupa z Istebnej (1876 r.)
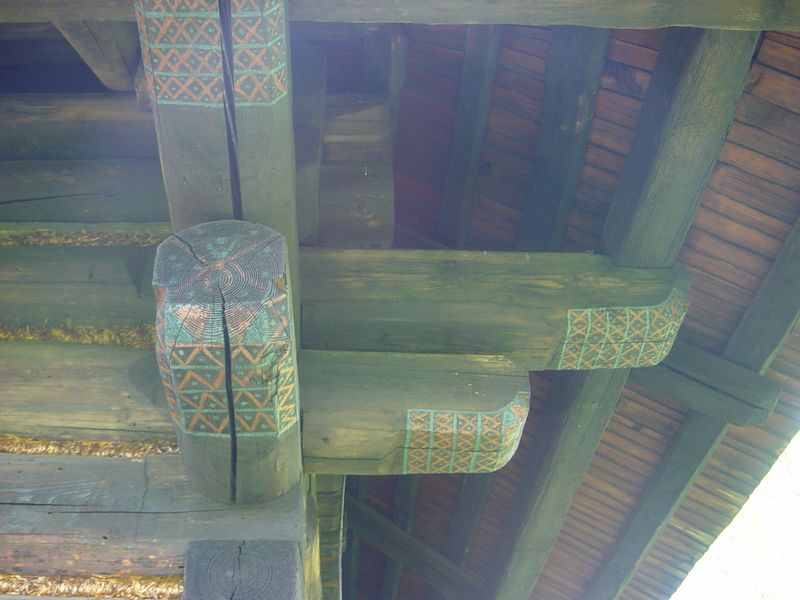
Konstrukcja chałupy z Istebnej
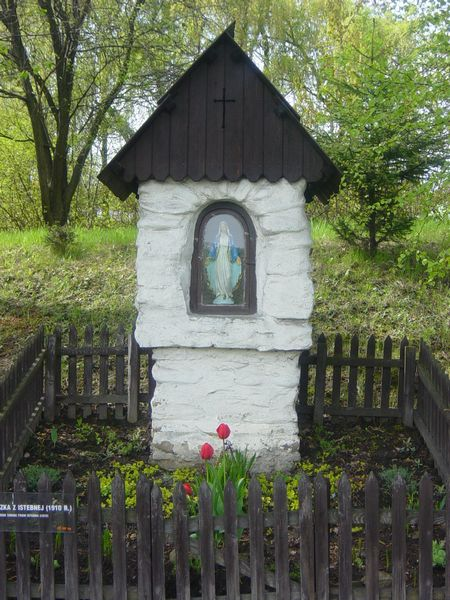
Kapliczka z Istebnej (1910 r.)
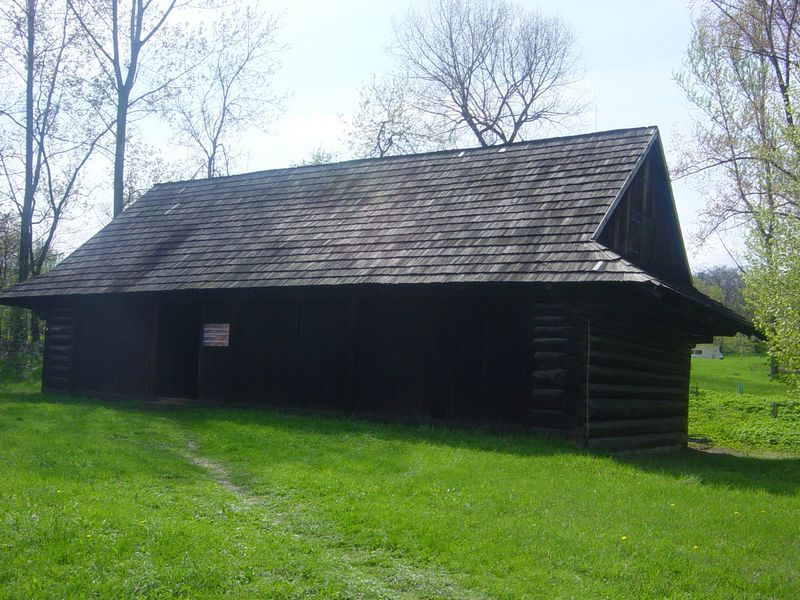
Garbarnia z Koniakowa (1900 r.)
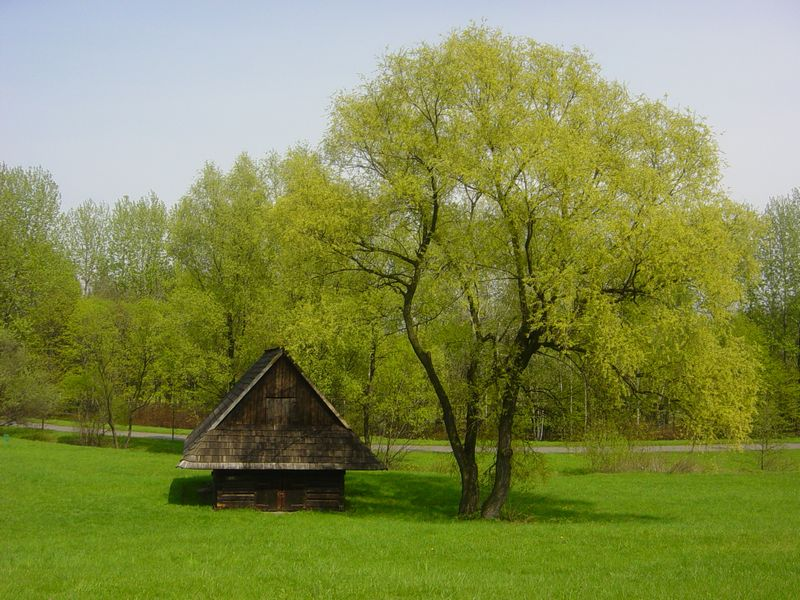
Chlew z Istebnej I połowa XVIII w.
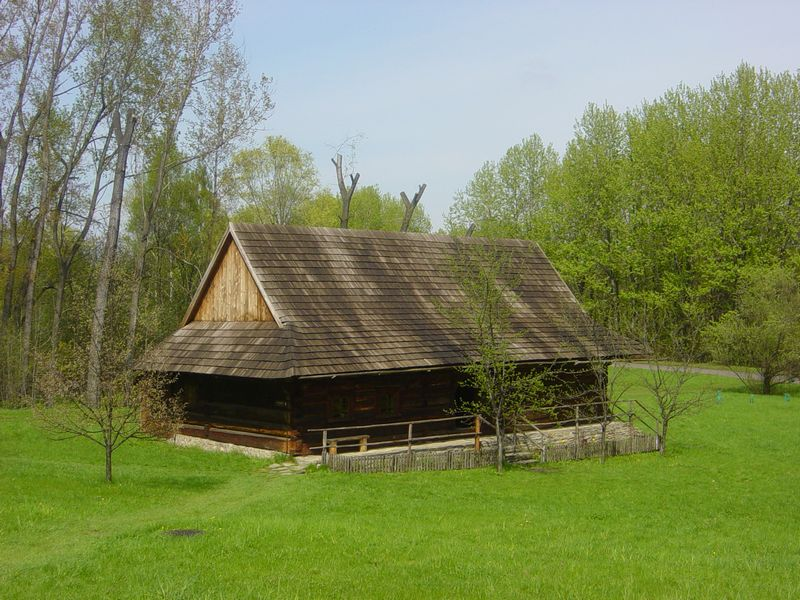
Chałupa z Istebnej (1794 r.)
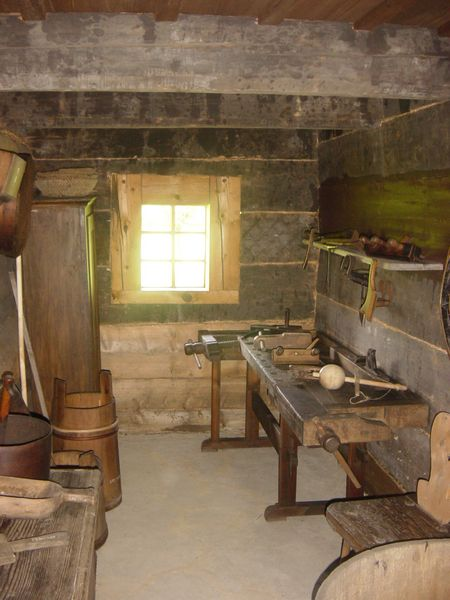
Wnętrze chałupy z Istebnej
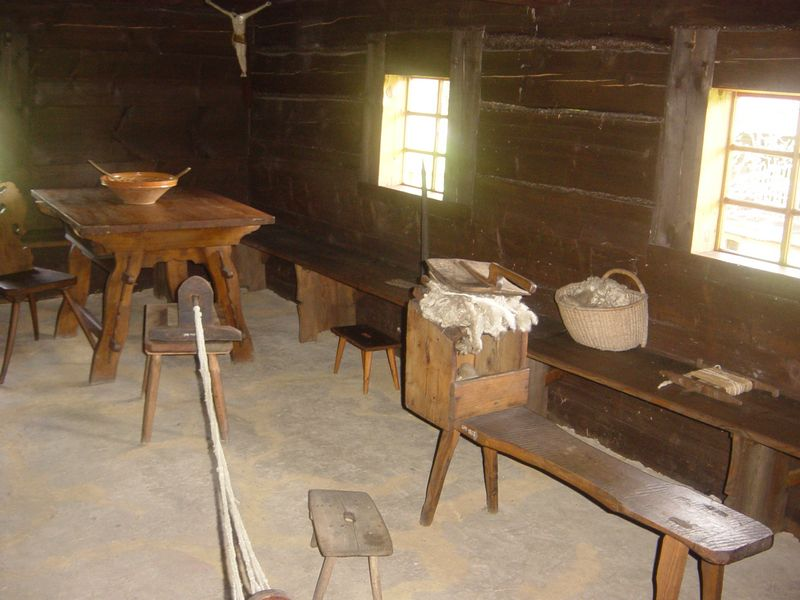
Wnętrze chałupy z Istebnej
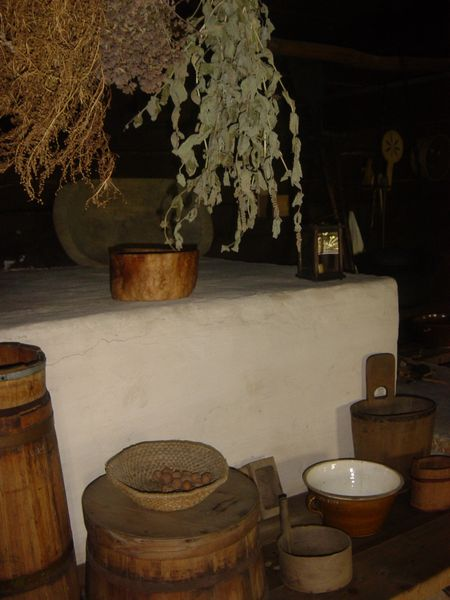
Wnętrze chałupy z Istebnej
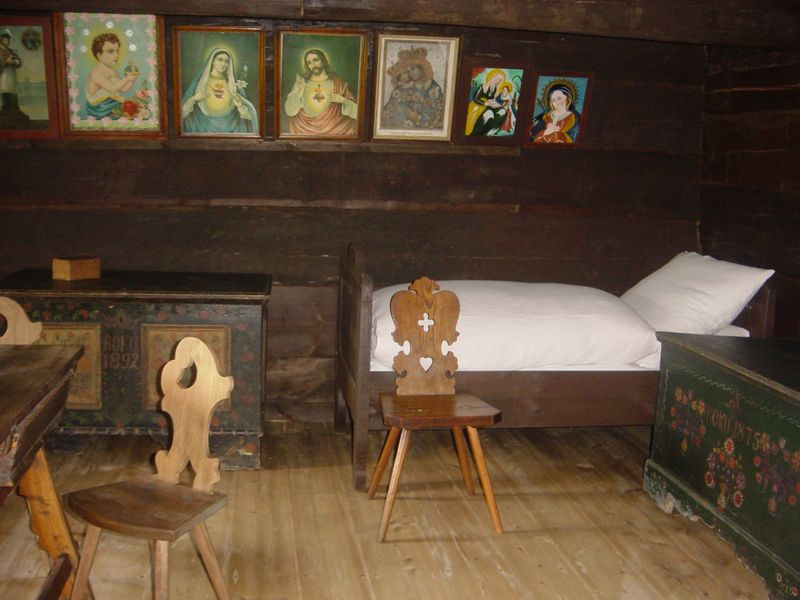
Wnętrze chałupy z Istebnej
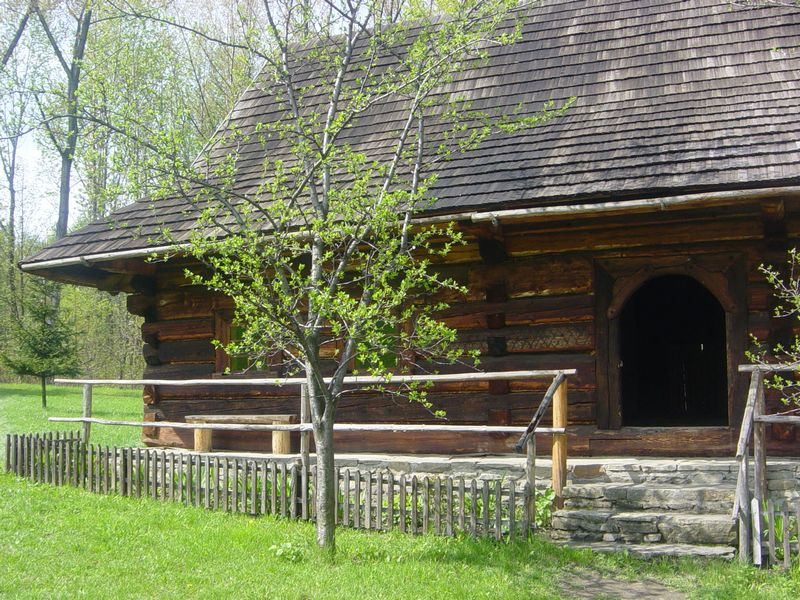
Chałupa z Istebnej (1794 r.)
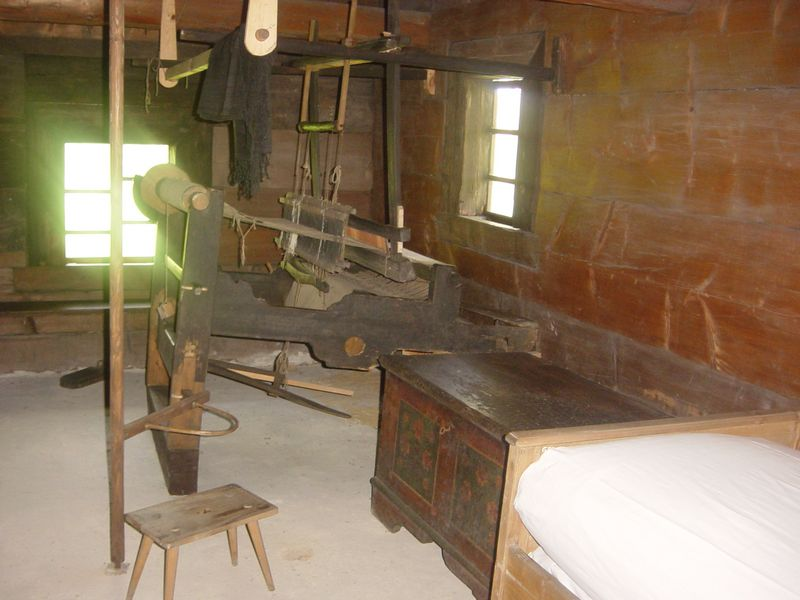
Wnętrze chałupy groniowej z Brennej (1809 r.)
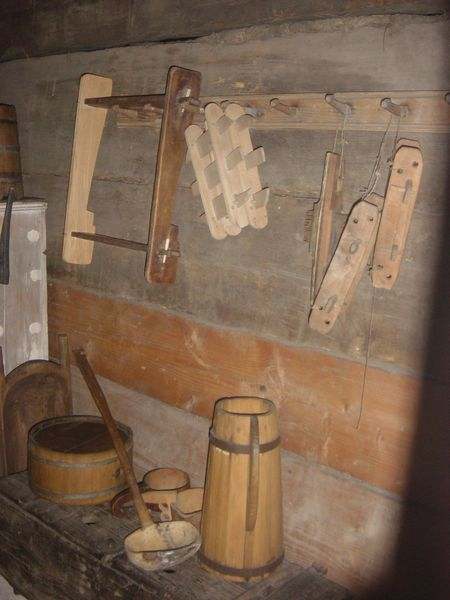
Wnętrze chałupy groniowej z Brennej (1809 r.)
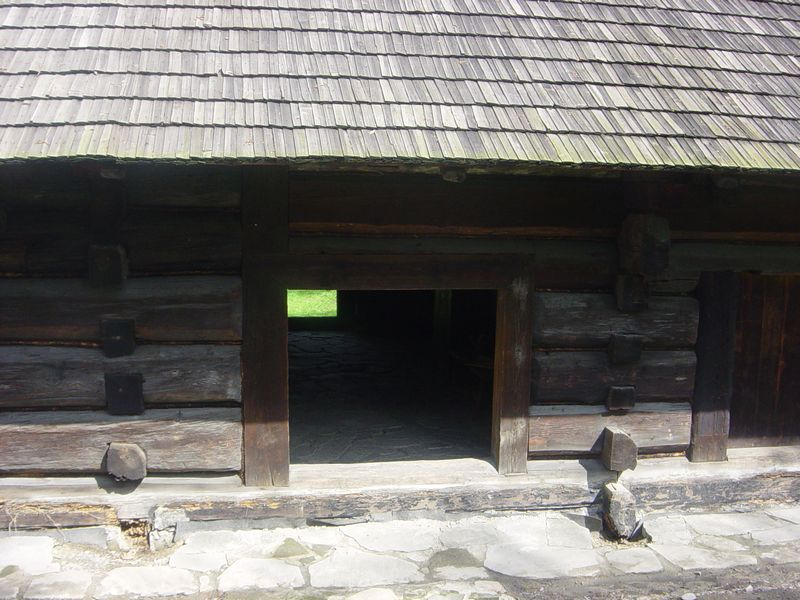
Chałupa tkacza z Brennej (1820 r.)
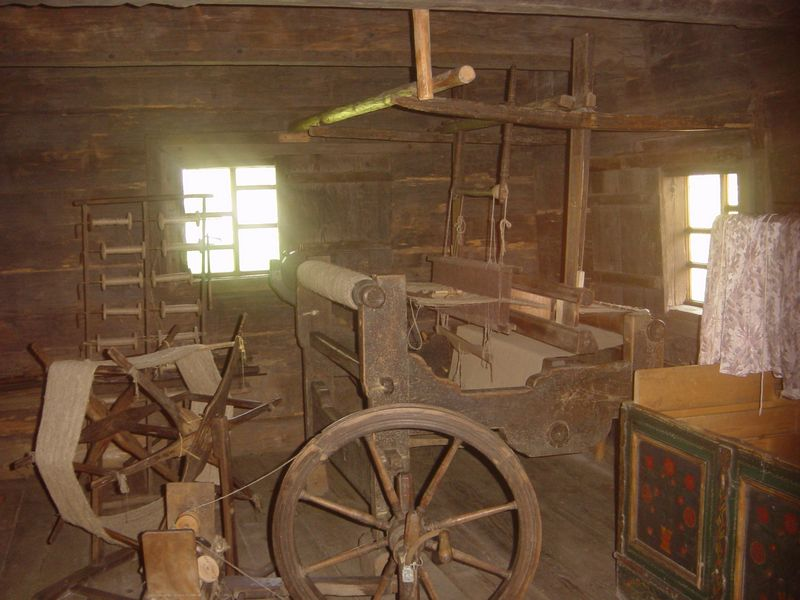
Wnętrze chałupy tkacza z Brennej (1820 r.)
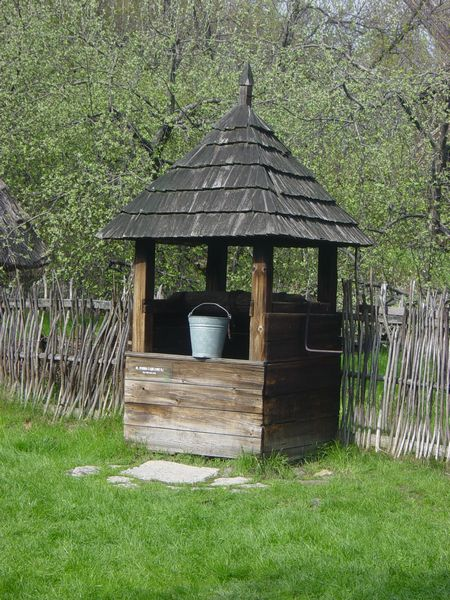
Studnia z Łąki (1902 r.)
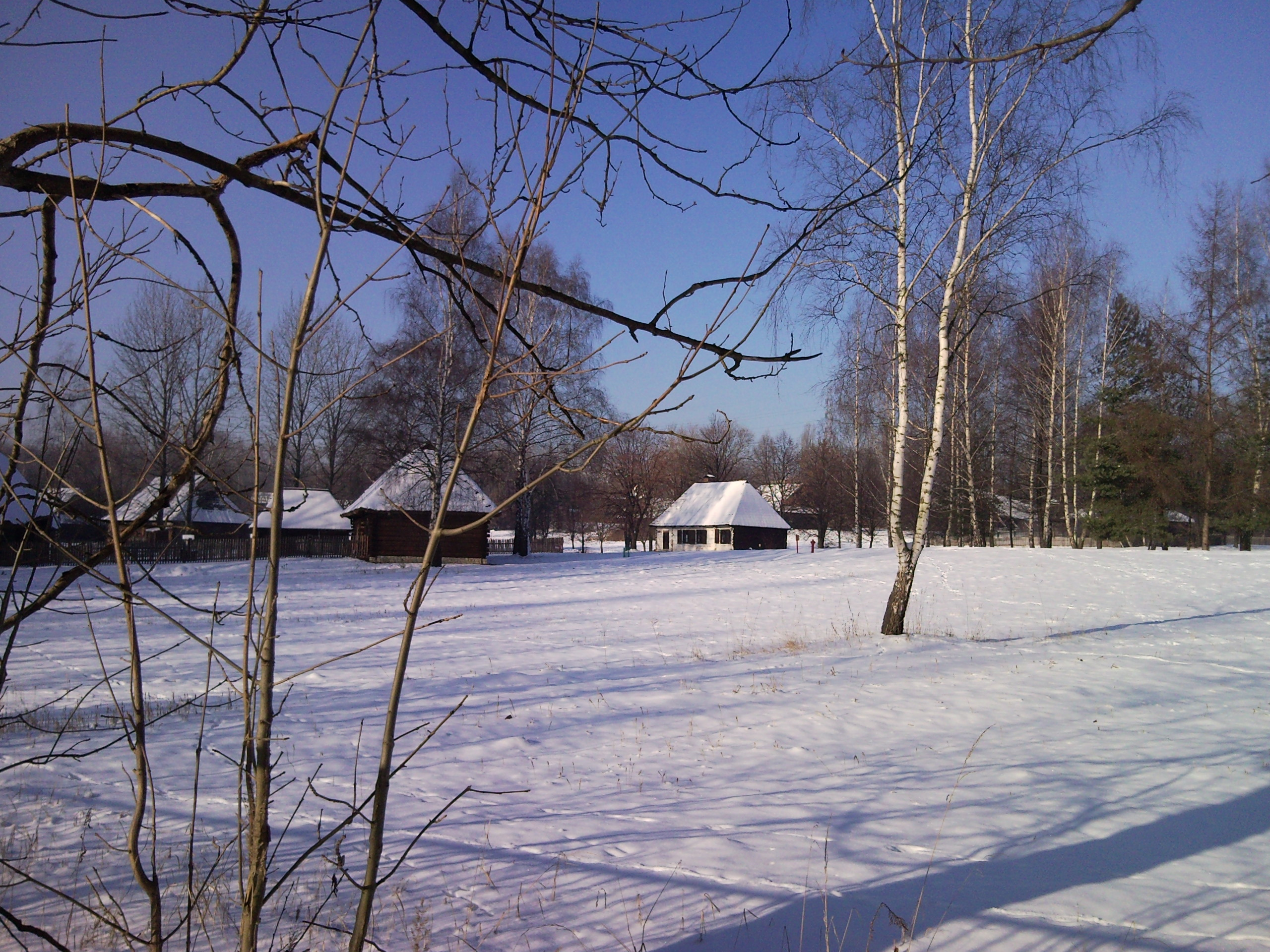
Zima w skansenie, styczeń 2009 r.
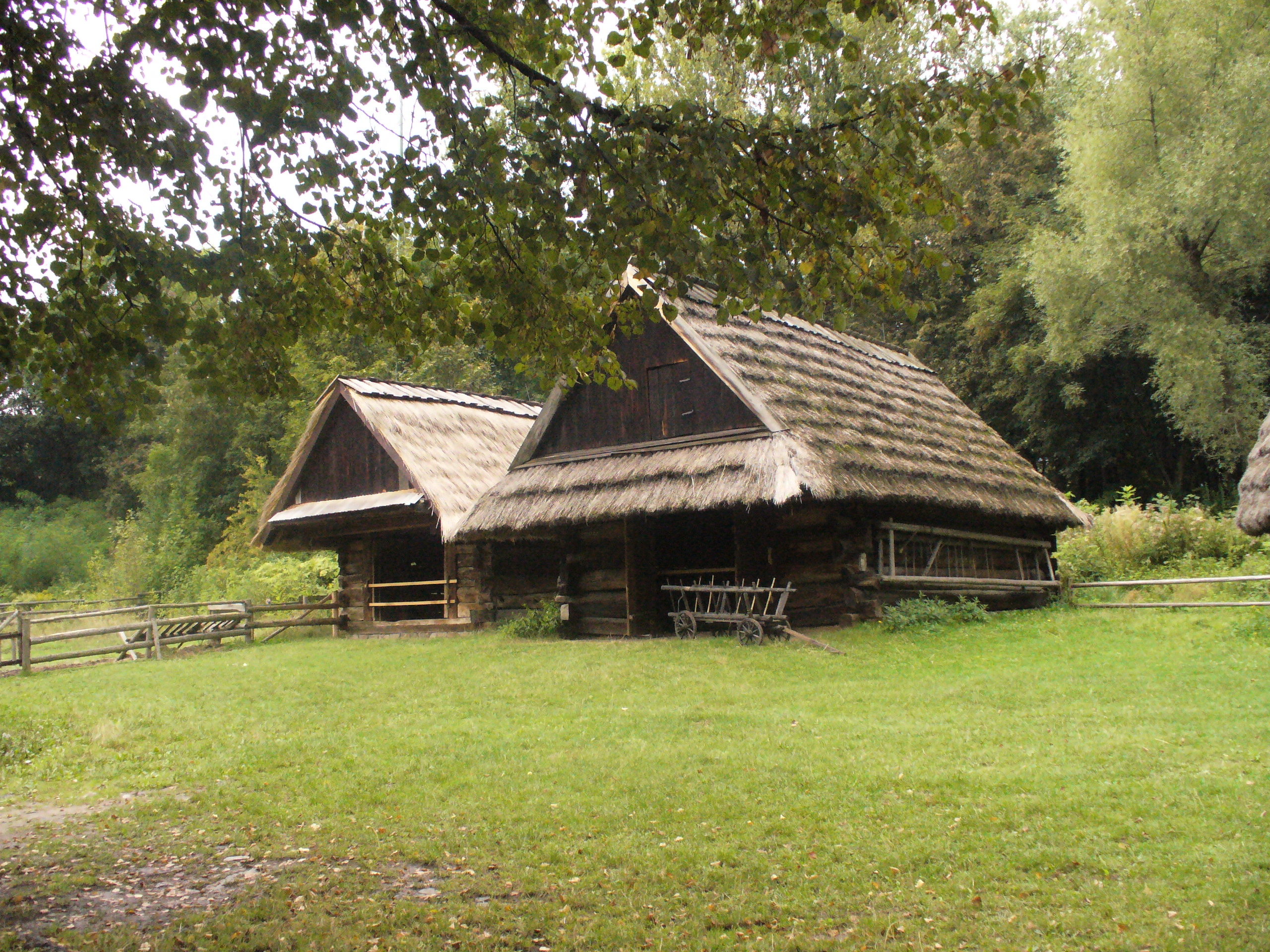
Chałupy w Górnośląskim Parku Etnograficznym w Chorzowie.